# Santiago Azajo
Santiago Azajo es una localidad del estado mexicano de Michoacán. Es parte del municipio de Coeneo.

## Toponimia
El nombre «Santiago» hace referencia al santo patrono de la localidad: Santiago el Mayor. El nombre «Azajo» proviene del purépecha: axaxu. Su significado es «Con los brazos abiertos».

## Demografía
| Gráfica de evolución demográfica |
|                                  |

| Censo | Población |
| ----- | --------- |
| 1900  | 1 284     |
| 1910  | 1 247     |
| 1921  | 949       |
| 1930  | 1 019     |
| 1940  | 1 097     |
| 1950  | 1 428     |
| 1960  | 1 503     |
| 1970  | 2 187     |
| 1980  | 2 232     |
| 1990  | 2 817     |
| 2000  | 1 953     |
| 2010  | 1 634     |
| 2020  | 1 614     |